# Šang Si
Šang Si (čínsky pchin-jinem Shāng Xǐ, znaky 商喜), zdvořilostním jménem Wej-ťi (čínsky pchin-jinem Wéijí, znaky 惟吉), byl čínský malíř žijící v rané říši Ming, jeho umění mu vyneslo přízeň císaře Süan-te.

## Jména
Šang Si používal zdvořilostní jméno Wej-ťi (čínsky pchin-jinem wéijí, znaky 惟吉)

## Život a dílo

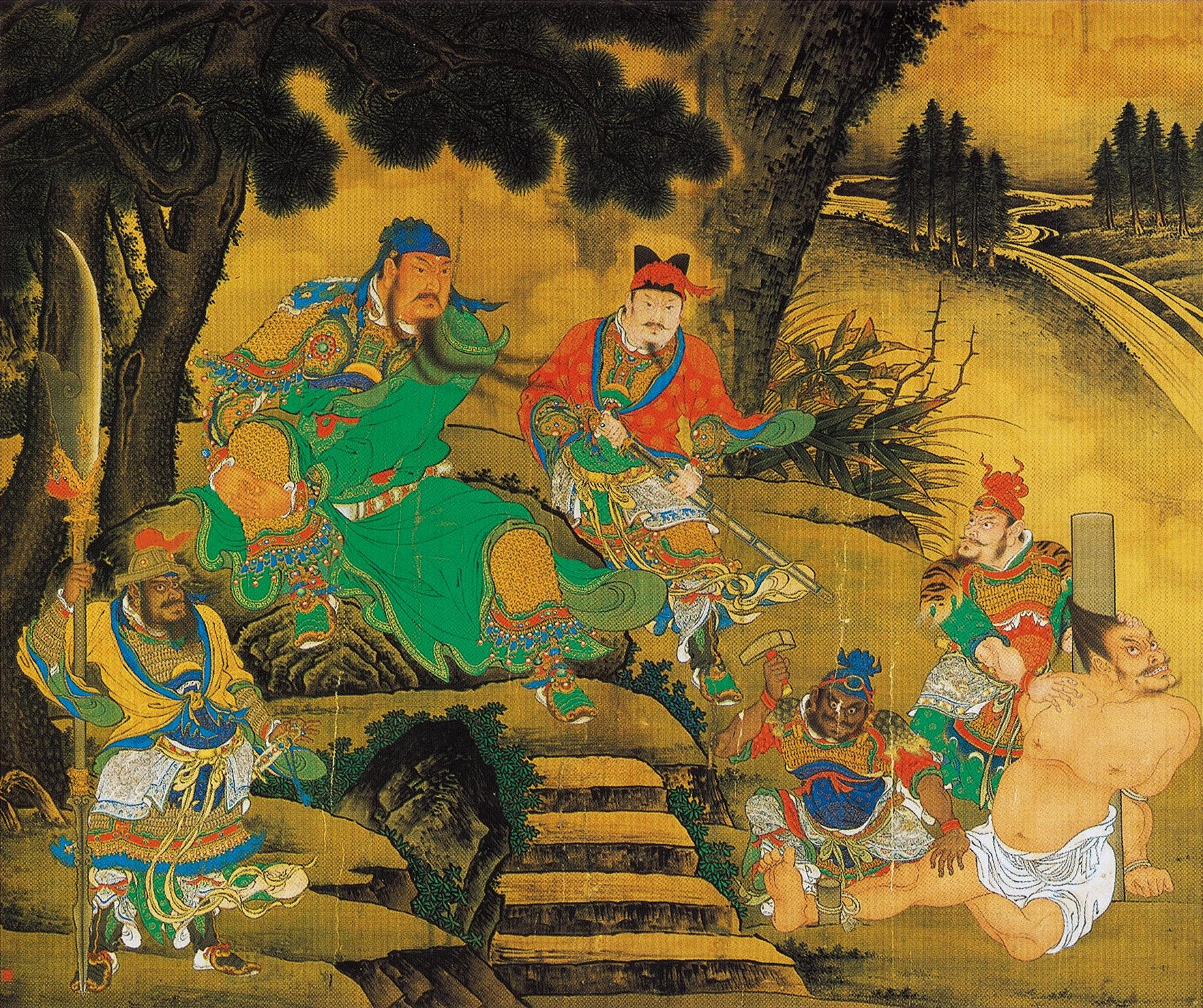
Kuan Jü bere do zajetí generála Pchang Te, tuš a barvy na hedvábí, Palácové muzeum Zakázaného města, Peking

Data jeho narození a úmrtí nejsou známá, pocházel ze Šao-singu v provincii Če-ťiang a pracoval především mezi léty 1425–1450. Císař Süan-te ho povolal ke dvoru a jmenoval důstojníkem císařské gardy (takzvané „gardy ve vyšívaných uniformách“). V malbě následoval sungskou akademickou tradici, byl všestranným malířem krajin, portrétů i „květin a ptáků“. Vynikl tvorbou velkých historických scén.